# Trichotanypus hanseni
Trichotanypus hanseni är en tvåvingeart som beskrevs av Wirth och James E. Sublette 1970. Trichotanypus hanseni ingår i släktet Trichotanypus och familjen fjädermyggor. Inga underarter finns listade i Catalogue of Life.